# Dziewczyna przed lustrem
Dziewczyna przed lustrem – surrealistyczny obraz olejny Pabla Picassa z 1932 roku, do którego pozowała kochanka artysty – Marie-Thérèse Walter. Picasso uważał go za jedno ze swoich najlepszych dzieł.

## Historia
Picasso był jednym z artystów, którzy rozwijali się całe życie. Każda dekada zastawała go pracującego w innym stylu, innymi technikami. A także – romansującego z inną kobietą. Późne lata dwudzieste i wczesne trzydzieste to okres surrealizmu i Marie-Thérèse Walter.
Poznali się w 1927 roku. Ona miała siedemnaście lat, on był o 28 lat starszy i żonaty. Kiedy zobaczył ją na ulicy, podszedł i zapytał czy chciałaby mu pozować. Tak rozpoczął się ich trwający 14 lat romans.
W 1932 roku, gdy zaczynał malować Dziewczynę przed lustrem, Picasso był już znanym i podziwianym artystą, czego dowód stanowiła jego zbliżająca się retrospektywa w Galerie Georges Petit. Tego roku namalował wyjątkowo wiele obrazów, z których większość przedstawiała jego sekretną kochankę – Marie-Thérèse Walter. Dziewczyna przed lustrem jest najbardziej rozpoznawalnym z tych dzieł.
Bezpośrednią inspirację do namalowania płótna stanowił prawdopodobnie obraz Henry'ego Matisse'a, również przedstawiający kobietę przed lustrem. Picasso zobaczył go na retrospektywie rywala, która miała miejsce rok przed jego własną retrospektywą.

## Opis
Obraz namalowany został farbami olejnymi na płótnie o wymiarach 162,3 x 130,2 cm. Przedstawia kobietę przyglądającą się swojemu odbiciu w lustrze. Jedna połowa jej twarzy namalowana jest za pomocą cienko nakładanej, liliowej farby, drugą połowę charakteryzuje gruba, nierówna warstwa farby żółtej. Jej twarz odbita w lustrze jest bardziej abstrakcyjna i wydaje się starsza, jakby Picasso chciał podkreślić ulotność piękna swojej kochanki.
Użyte w obrazie intensywne kolory wskazują na inspirację twórczością Gauguina, a także współczesnego artyście Henry'ego Matissa. Natomiast rozbicie obrazu i pokazanie postaci z różnych perspektyw to nawiązania do kubizmu, którego elementy pojawiały się w twórczości Picassa na długo po zakończeniu tzw. fazy kubizmu.
Dziewczyna przed lustrem nie daje iluzji przestrzeni, ponieważ malarz nie użył modelunku światłocieniowego ani perspektywy, podkreślając w ten sposób dwuwymiarowość płótna i czyniąc obraz bardziej abstrakcyjnym.